# Nīvāsh
Nīvāsh (persiska: نیواش) är en ort i Iran.   Den ligger i provinsen Västazarbaijan, i den nordvästra delen av landet, 500 km väster om huvudstaden Teheran. Nīvāsh ligger 1 466 meter över havet och antalet invånare är 263.
Terrängen runt Nīvāsh är huvudsakligen kuperad, men söderut är den bergig. Runt Nīvāsh är det ganska tätbefolkat, med 80 invånare per kvadratkilometer. Närmaste större samhälle är Ālvātān, 6,6 km sydväst om Nīvāsh. Trakten runt Nīvāsh består till största delen av jordbruksmark.